# Mehmed 2.
 Der er for få eller ingen kildehenvisninger i denne artikel, hvilket er et problem. Du kan hjælpe ved at angive troværdige kilder til de påstande, som fremføres i artiklen.

Mehmet 2. (født 30. marts 1432, død 3. maj 1481) (Osmannisk-tyrkisk: محمد Meḥmed, tyrkisk: II. Mehmet), (kendt som el-Fātiḥ (الفاتح), "Erobreren" på osmannisk-tyrkisk; på moderne tyrkisk: Fatih Sultan Mehmet. Sultan af det Osmanniske Rige først som ung fra 1444 til september 1446, og senere som voksen fra februar 1451 til sin død i 1481. 
I en alder af blot 21 år erobrede Mehmet 2. den østromerske hovedstad Konstantinopel (nu: Istanbul) og dermed også hele det Byzantiske Rige. Efterfølgende erobrede Mehmet II store landområder i Asien og på Balkan. Med erobringen af Konstantinopel blev det Osmanniske Rige en vigtig dynamisk faktor for Europas historie, politik, økonomi og kultur. Mehmet II´s politiske og sociale reformering af de områder, han erobrede, var kendetegnet af stabil politisk-militær styrke, men også af religiøs fordomsfrihed og finansiel dynamik. 

## Ungdom og tidlig regeringsperiode
Mehmet II blev født 30. marts 1432 i den europæiske by Edirne, der var hovedstaden i Osmannerriget på dette tidspunkt. Hans far var Sultan Murad 2. (1404–51) og hans mor var Valide Sultan Hüma Hatun, datter af Abd'Allah af Hum. 
I 1434 blev Mehmet sendt til Amasya som regent for denne provins og for at lære politik i praksis, sådan som det var skik og brug for osmanniske prinser. Under opholdet i Amasya blev Mehmet undervist i sprog og historie, såvel som han modtog intensiv islamisk undervisning. hans to vigtigste lærere blev Sheikh Aq Shams al-Din og Hoca Ahmad Bin Ismail Gorani. I 1439 blev han hentet tilbage til Edirne for at blive omskåret, og fordi hans storebror og arving til Murad II kort forinden var fundet død i sine gemakker. Dermed blev Mehmet den nye tronarving.
Murad II indgik en fredsaftale med Karaman-emiratet i Anatolien i august 1444, og i den forbindelse abdicerede han som sultan til fordel for Mehmet II.
Da ungarske tropper i 1444 brød Szeged Aftalen og invaderede den nordlige del af det Osmanniske Rige, opfordrede Mehmet sin far Murat II til at genindtræde som sultan og forsvare Riget. Dette skete i et brev til sin far, hvori Mehmet skrev: "Hvis du er Sultanen, så kom og før dine hære. Hvis jeg er Sultanen, så beordrer jeg dig til at komme og føre mine hære." Efterfølgende førte Murad II de osmanniske tropper til sejr imod ungarerne i Slaget ved Varna og genindtrådte som Sultan af det Osmanniske Rige.
Under sin første regeringsperiode blev Mehmet gift med Valide Sultan Amina Gul-Bahar, der blev mor til hans søn og efterfølger Bayezid II. I 1448 fik Mehmet for første gang mulighed for at lede en hær i kamp, da han besejrede ungarske styrker i oktober det år. I 1449 blev han gift med endnu en kone, men dette ægteskab forblev barnløst.
Mehmet II blev Sultan i februar 1451, da Murad II døde.